# لئودال
لئودال (به هلندی: Leudal) یک شهرستان در هلند است که در لیمبورخ واقع شده‌است. لئودال ۲۸ متر بالاتر از سطح دریا واقع شده‌است.